# Acanthagrion ascendens
Acanthagrion ascendens là một loài chuồn chuồn kim trong họ Coenagrionidae.
Acanthagrion ascendens được Calvert miêu tả khoa học năm 1909.